# آداما توره
آداما توره (انگلیسی: Adama Touré؛ زادهٔ ۲۸ اوت ۱۹۹۱) بازیکن فوتبال اهل مالی است.
از باشگاه‌هایی که در آن بازی کرده است می‌توان به باشگاه فوتبال سابادل، باشگاه فوتبال لوریان، و باشگاه فوتبال اسپورتینگ خیخون اشاره کرد.